# Pont de Saint-Martory
Le pont de Saint-Martory pont en pierre situé sur la commune de Saint-Martory dans le département de Haute-Garonne et la région Occitanie en France.

## Géographie
Pont routier qui franchit la Garonne à Saint-Martory sur la route départementale D 117 ex RN 117 ancien tracé de Perpignan à Saint-Martory.

## Historique

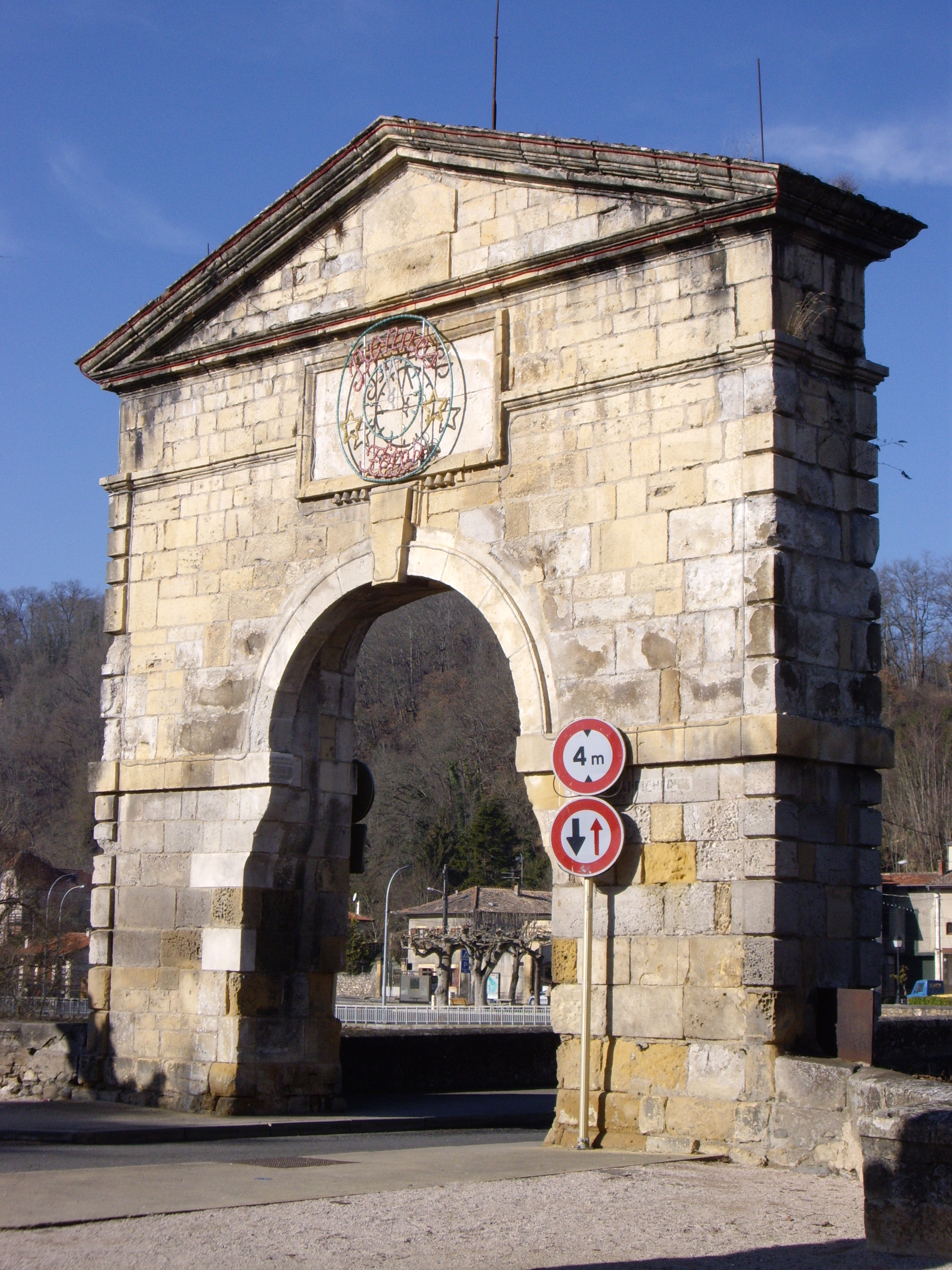
Porte du pont de Saint-Martory

Le pont routier remplace plusieurs ponts de l'époque gallo-romaine.
Construit en 1724 par l'intendant Antoine Mégret d'Étigny. 
Le pont routier est constitué de 3 arches avec une porte de ville en pierre avec fronton, achevé en 1727.
Le pont sur la Garonne de Saint-Martory est inscrit au titre des monuments historiques par arrêté du 4 novembre 1950.